# バシル・バラン
バシル・バラン（Vasile Balan、1992年2月7日 - ）は、リーガ・ナツィオナーラ・デ・ラグビー、CSAステアウア・ブクレシュティに所属するラグビーユニオン選手。

## プロフィール
- ルーマニアブルラド出身[1]。
- ポジションはプロップ(PR)。
- 身長 177cm、体重 111kg
- ルーマニア代表キャップは26（2025年7月現在）。

## 略歴
CSポリテニカヤシ、CSMブクレシュティ、ステアウア・ブクレシュティを経て、2022年、ルーマニアン・ウルブズに加入。